# Cleonaria
Cleonaria is een kevergeslacht uit de familie van de boktorren (Cerambycidae). De wetenschappelijke naam van het geslacht werd voor het eerst geldig gepubliceerd in 1864 door Thomson.

## Soorten
Cleonaria omvat de volgende soorten:
- Cleonaria bicolor Thomson, 1864
- Cleonaria cingalensis Gahan, 1901
- Cleonaria taiwana Hayashi, 1984